# Troglophyton
Troglophyton es un género de plantas con flores perteneciente a la familia de las asteráceas. Comprende 6 especies descritas y  aceptadas.

## Taxonomía
El género fue descrito por Hilliard & B.L.Burtt y publicado en Botanical Journal of the Linnean Society 82: 208. 1981.

## Especies
A continuación se brinda un listado de las especies del género Troglophyton aceptadas hasta agosto de 2012, ordenadas alfabéticamente. Para cada una se indica el nombre binomial seguido del autor, abreviado según las convenciones y usos.
- Troglophyton acocksianum Hilliard
- Troglophyton capillaceum (Thunb.) Hilliard & B.L.Burtt
- Troglophyton elsiae Hilliard
- Troglophyton leptomerum Hilliard
- Troglophyton parvulum (Harv.) Hilliard & B.L.Burtt
- Troglophyton tenellum Hilliard